# Amazonia (Bellewaerde)
Amazonia is een waterattractie gelegen in het Belgische  Bellewaerde Park van het type Spinning Rapids Ride. Amazonia bevindt zich in het themagebied Mundo Amazonia en werd gebouwd door de Zwitserse attractiebouwer Intamin. Het baanontwerp van deze attractie heeft een aantal unieke elementen en is daarmee een prototype. De bouw van de attractie kostte ruim 14 miljoen euro.

## Baanverloop
De ronde boten, met een capaciteit van 8 personen, vertrekken uit het station nadat ze zijn gewogen. Vervolgens gaat de boot via een transportband naar boven. Vervolgens glijdt de band via een aantal helices en rechte stukken naar beneden om te eindigen in een waterbassin. Via een stroom komt de ronde boot vervolgens aan bij een verticale lift die deze naar de top brengt zodat vervolgens de tweede afdaling kan starten. Na een kort stukje glijden komt de boot uiteindelijk in een halfpipe element terecht waarna de rit eindigt in het laatste waterbassin dat de boot richting het stationsgebouw brengt. Daar aangekomen ondergaat de boot een vrije val element in het donker voordat de boot terug bij het station is en de inzittenden kunnen uitstappen.

## Storingen

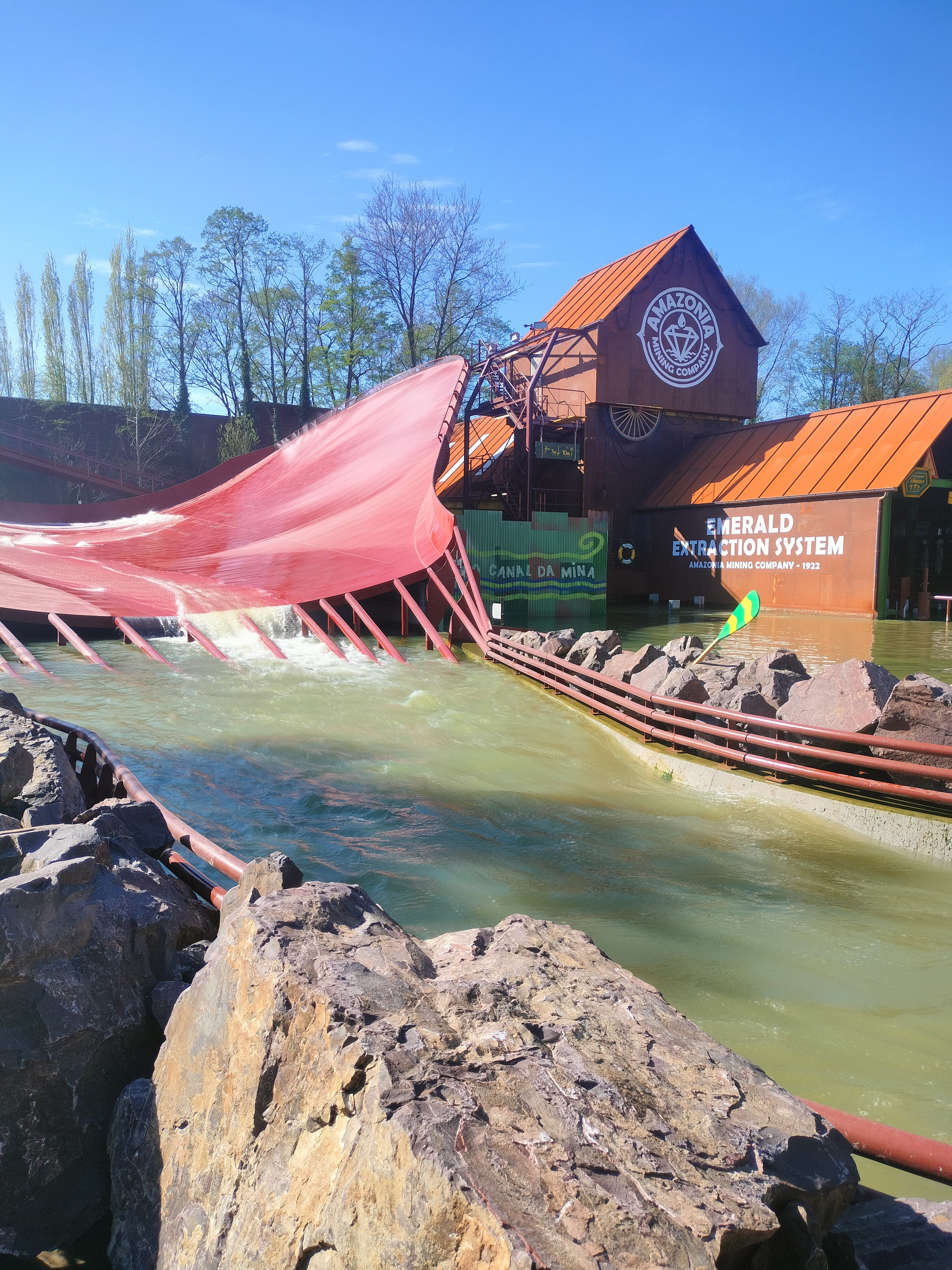
Halfpipe element van Amazonia.

Al sinds de opening kampt de attractie met problemen. Het probleem bevindt zich aan de halfpipe, het einde van de baan, de boten behalen daar niet de juiste snelheid.
Op 20 april 2024, een dag na de opening, vond er al een evacuatie plaats. Een boot bleef stilstaan bij het midden van de halfpipe. De inzittenden werden veilig geëvacueerd en werden hiervoor gecompenseerd.
In totaal was Amazonia nog maar 7 dagen operationeel geweest. Er was toen nog geen oplossing gevonden voor het probleem. De attractie bleef gesloten en Bellewaerde Park kon even geen nieuwe openingsdatum geven.
Op 13 juni 2024 waren de problemen opgelost en kon een nieuwe openingsdatum bekend worden gemaakt, zaterdag 15 juni 2024 werd de attractie opnieuw officieel geopend.Op 2 juli 2024 moest de attractie echter opnieuw dicht vanwege een technisch probleem. Dit probleem stond los van de voorgaande problemen. Het betrof een onderdeel dat vervangen moest worden.Ook de dagen erna moest de attractie aantal keren worden stilgezet vanwege het feit dat de rubberen randen van de bootjes snel sleten en vervangen moesten worden. Op 31 juli 2024 moest de attractie voor de derde keer dicht, er waren nog te veel problemen met de boten en die moeten eerst allemaal worden opgelost voordat de attractie weer open kon gaan. Uiteindelijk ging de attractie in 2024 niet meer open omdat de problemen niet voor het eind van de zomer konden worden opgelost, die bleken veel complexer dan ze hadden gedacht.De problemen werden daarom in de winter opgelost. De banden van de boten en de waterpomp werden in deze periode vervangen. Ook werd in de halfpipe een nieuwe reling geplaatst. Op deze manier krijgen de boten een hogere snelheid, waardoor ze niet meer blijven steken in de halfpipe. Op 5 april 2025 werd een nieuwe poging gedaan om de attractie weer te openen, maar ook deze mislukte omdat de technische problemen bleven aanhouden, vlak na de heropening viel de attractie opnieuw stil en moest deze geëvacueerd worden. Ditmaal was een defecte motor de oorzaak. Dit bleek het gevolg van een kortsluiting te zijn en kon snel opgelost worden.Ook de dag erna ging het mis. Die dag viel in de halfpipe opnieuw een bootje stil en moest de attractie geëvacueerd worden. Dit bleek te komen door de sterke zon. Hierdoor schenen er droge plekken te ontstaan in de halfpipe waardoor de bootjes hier nog steeds in bleven steken. Dit werd opgelost door het waterdebiet aan te passen. Uiteindelijk ging de attractie dan maandag weer opnieuw open.
Afbeeldingen